# 12287 Langres
12287 Langres este un asteroid din centura principală de asteroizi.

## Descriere
12287 Langres este un asteroid din centura principală de asteroizi. A fost descoperit pe 8 aprilie 1991 la Observatorul La Silla de Eric Walter Elst. El prezintă o orbită caracterizată de o semiaxă mare de 3,19 ua, o excentricitate de 0,13 și o înclinație de 4,4° în raport cu ecliptica.